# Zoe Incrocci
Zoe Incrocci (Brescia, 21 settembre 1917 – Roma, 6 novembre 2003) è stata un'attrice e doppiatrice italiana, sorella maggiore dello sceneggiatore Agenore Incrocci, è stata una delle più note caratteriste degli anni cinquanta sul grande schermo.

## Biografia
Sorella del famoso sceneggiatore Agenore Incrocci, debuttò nel cinema a diciassette anni in film L'eredità dello zio buonanima di Amleto Palermi (1934). Dal 1950, con Totò cerca moglie di Carlo Ludovico Bragaglia, intraprese una carriera costante, partecipando a molte altre pellicole: Il padrone del vapore di Mario Mattoli (1951), Noi siamo le colonne di Luigi Filippo D'Amico (1956), Colpo gobbo all'italiana di Lucio Fulci (1962), Dropout di Tinto Brass (1971) e Brutti, sporchi e cattivi di Ettore Scola (1976), nelle quali si distinse come attrice raffinata e spiritosa.
In televisione esordì nel 1955 con Piccole donne, cui seguirono nel 1957 Jane Eyre, Ottocento (1959), La cittadella (1964, tutti diretti da Anton Giulio Majano), Il giornalino di Gian Burrasca di Lina Wertmüller (1964), David Copperfield (1965), La fiera della vanità (1967, ancora con Majano) Il Circolo Pickwick (1968), Le avventure di Pinocchio di Luigi Comencini (1971) nel ruolo della Lumachina, nella prima metà degli anni ottanta interpretò la governante nello sceneggiato Casa Cecilia con Delia Scala e Giancarlo Dettori e i recenti Il maresciallo Rocca di Giorgio Capitani e Lodovico Gasparini (1998), Don Matteo di Enrico Oldoini (1999) e La dottoressa Giò di Filippo De Luigi (1999).
Attiva in teatro ed alla radio, Zoe Incrocci divenne nota anche nel campo del doppiaggio soprattutto per aver prestato la sua voce gracchiante alla querula servetta di colore Butterfly McQueen in Via col vento di Victor Fleming (1939), a Jean Hagen in Cantando sotto la pioggia di Stanley Donen e Gene Kelly (1952) e alla giovane Marilyn Monroe in Eva contro Eva di Joseph L. Mankiewicz (1950).
Nel 1938 fu Aldina in Come vi piace di William Shakespeare nel Giardino di Boboli a Firenze per la regia di Jacques Copeau.
Fu attiva anche nel doppiaggio Disney doppiando l'elefantessa Prissy in Dumbo e Nonna Salice in Pocahontas e Pocahontas II - Viaggio nel nuovo mondo.
Nel 1991 ricevette il David di Donatello e il Nastro d'argento alla migliore attrice non protagonista per l'interpretazione di Elvira in Verso sera di Francesca Archibugi (1990).
È morta nella sua abitazione romana il 6 novembre 2003, all'età di 86 anni.

## Vita privata
Sposata con il regista Nino Meloni, dal quale ebbe il figlio Francesco, era la nonna paterna di Giorgia Meloni.

## Filmografia

### Cinema
- L'eredità dello zio buonanima, regia di Amleto Palermi (1934)
- La signora di tutti, regia di Max Ophüls (1934)
- Seconda B, regia di Goffredo Alessandrini (1934)
- Il serpente a sonagli, regia di Raffaello Matarazzo (1935)
- Ma non è una cosa seria, regia di Mario Camerini (1936)
- L'anonima Roylott, regia di Raffaello Matarazzo (1936)
- Nina, non far la stupida, regia di Nunzio Malasomma (1937)
- La mazurka di papà, regia di Oreste Biancoli (1938)
- Vogliamoci bene!, regia di Paolo William Tamburella (1949)
- Totò cerca moglie, regia di Carlo Ludovico Bragaglia (1950)
- Strano appuntamento, regia di Dezső Ákos Hamza (1950)
- Il padrone del vapore, regia di Mario Mattoli (1951)
- Perdonami!, regia di Mario Costa (1953)
- Canzone appassionata , regia di Giorgio Simonelli (1953)
- Questa è la vita, episodio Marsina stretta, regia di Aldo Fabrizi (1954)
- Hanno rubato un tram, regia di Aldo Fabrizi (1954)
- Destinazione Piovarolo, regia di Domenico Paolella (1955)
- Bravissimo, regia di Luigi Filippo D'Amico (1955)
- Mi permette, babbo!, regia di Mario Bonnard (1956)
- Mamma sconosciuta, regia di Carlo Campogalliani (1956)
- Il cavaliere dalla spada nera, regia di Luigi Capuano e László Kish (1956)
- Noi siamo le colonne, regia di Luigi Filippo D'Amico (1956)
- Rascel-Fifì, regia di Guido Leoni (1957)
- Lui, lei e il nonno, regia di Anton Giulio Majano (1961)
- Colpo gobbo all'italiana, regia di Lucio Fulci (1962)
- Dropout, regia di Tinto Brass (1970)
- La polizia incrimina, la legge assolve, regia di Enzo G. Castellari (1973)
- Brutti, sporchi e cattivi, regia di Ettore Scola (1976)
- Luisa, Carla, Lorenza e... le affettuose lontananze, regia di Sergio Rossi (1989)
- Verso sera, regia di Francesca Archibugi (1990)
- Svitati, regia di Ezio Greggio (1999)
- Si fa presto a dire amore, regia di Enrico Brignano (2000)
- La collezione invisibile, regia di Gianfranco Isernia (2003)
- Ti spiace se bacio mamma?, regia di Alessandro Benvenuti (2003)

### Televisione
- Ricordo la mamma, regia di Anton Giulio Majano, trasmessa il 1º novembre 1957.
- Romeo bar, commedia di Guglielmo Giannini, regia di Anton Giulio Majano, trasmessa il 5 settembre 1958.
- Il grillo del focolare, di C. Dickens, regia di Carlo Di Stefano, trasmessa il 24 dicembre 1963.
- Il giornalino di Gian Burrasca, commedia musicale, regia di Lina Wertmüller (1964)
- Le avventure di Pinocchio, regia di Luigi Comencini (1971)
- Ipotesi sulla scomparsa di un fisico atomico, regia di Leandro Castellani – film TV (1972)
- Pronto soccorso 2 – serie TV (1992)
- Il maresciallo Rocca – serie TV, episodio 2x04 (1998)

## Prosa radiofonica Eiar
- Anche a Chiacago nascon le violette, commedia di Buzzichini e Casella, regia di Guglielmo Morandi, trasmessa il 8 marzo 1939.

## Prosa radiofonica Rai
- Il ragioniere fantasma di Age e Flan, regia di Nino Meloni, 4 aprile 1946.
- Nina non far la stupida, commedia musicale di Rossato e Giancapo, regia di Franco Rossi 25 giugno 1946
- Un cappello di paglia di Firenze, da Un chapeau de paille d'Italie di Eugène Labiche, regia di Nino Meloni, 14 maggio 1946.
- La fu signora suocera di Georges Feydeau, regia di Alberto Casella, trasmessa il 28 febbraio 1949.
- Maria Adraina, radiodramma di Guido Guarda, regia di Pietro Masserano Taricco, trasmessa il 30 luglio 1949.
- L'asino di Buridano, di De Flers e Caillavet, regia di Anton Giulio Majano, trasmessa il 1 agosto 1949.
- Un gioco di società, di Laszlo Fodor, regia di Pietro Masserano Taricco, trasmessa il 20 agosto 1951.
- Il sole non si ferma, di Giuseppe Bevilacqua, regia di Anton Giulio Majano, trasmessa il 5 maggio 1952.
- Gli alaunni del sole, dal romanzo di Giuseppe Marotta, regia di Marco Visconti, trasmessa il 3 settembre 1954.

## Varietà radiofonici Rai
- Campidoglio, settimanale domenicale di vita romana, trasmissione locale di Roma e del Lazio a cura di Giovanni Gigliozzi.

## Doppiaggio

### Film cinema
- Butterfly McQueen in Via col vento, Il romanzo di Mildred
- Jean Hagen in Cantando sotto la pioggia, La costola di Adamo
- Elsa Lanchester in Le sei mogli di Enrico VIII (1º ridoppiaggio), Il giardino segreto
- Marilyn Monroe in Eva contro Eva
- Lilian Yarbo in Così sono le donne
- Alice Pearce in Un giorno a New York
- Judith Malina in La famiglia Addams
- Judith Allen in Donne
- Rita Moreno in Canzone pagana
- Carol Kane in La famiglia Addams 2

### Film d'animazione
- Prissy in Dumbo - L'elefante volante
- Nonna Salice in Pocahontas e Pocahontas II - Viaggio nel nuovo mondo

## Riconoscimenti
- David di Donatello
  - 1991 – Migliore attrice non protagonista per Verso sera
- Nastro d'argento
  - 1991 – Migliore attrice non protagonista per Verso sera